# Áine Ceannt
Áine Ceannt (geborene Frances Mary O’Brennan, irisch Áine Ní Bhraonáin) (* 23. September 1880 in Dublin; † 2. Februar 1954 in Churchtown, County Dublin) war eine irische Aktivistin der Revolutionszeit.

## Leben
Frances Mary O’Brennan wurde als jüngstes von vier Kindern des Auktionators und ehemaligen Feniers Francis O’Brennan († 1880) und seiner Frau Elizabeth (geborene Butler) geboren. Sie besuchte das Dominican College in der Eccles Street. Nach ihrem Schulabschluss trat sie der Conradh na Gaeilge bei und nahm mit Áine Ní Bhraonáin die irische Form ihres Namens an.
Durch ihr Engagement für die irische Sprache lernte sie ihren zukünftigen Ehemann Éamonn Ceannt kennen, den sie im Juni 1905 heiratete. Ihr gemeinsamer Sohn Ronan wurde im Juni 1906 geboren. Als überzeugte Republikanerin trat sie bei der Gründung des Cumann na mBan im Jahr 1914 diesem bei. Während des Osteraufstands schrieb und überbrachte sie Depeschen, ihr Mann war einer der Unterzeichner der Proklamation der Republik und wurde am 8. Mai 1916 von den Briten im Kilmainham Gaol hingerichtet.
Nach seinem Tod war Ceannt als Vizepräsidentin des Volunteer Dependants’ Fund, der kurz nach den Hinrichtungen gegründet wurde, um Hilfsgüter aus Mitteln der Irischen Republikanischen Bruderschaft an Familien zu verteilen, die durch den Aufstand ihre Angehörigen verloren hatten. Auf dem Kongress des Cumann na mBan im Jahr 1917 wurde sie zu einer von vier Vizepräsidentinnen gewählt, ein Amt, das sie bis 1924 innehatte. 1917 wurde sie als Mitglied des ständigen Ausschusses der Sinn Féin kooptiert und bis 1924 jährlich wiedergewählt. 1918 wurde sie in den Stadtbezirksrat von Rathmines in der Southside von Dublin gewählt, wo sie 1920 bis 1922 stellvertretende Ratsvorsitzende und stellvertretende Vorsitzende des Dubliner Board of guardians für die Armenversorgung war. Bei der Gründung der Dáil Courts im Jahr 1920 wurde sie zur Bezirksrichterin ernannt und war Mitverwalterin der Gelder der Bezirksgerichte Rathmines und Rathgar. Außerdem arbeitete sie landesweit als Schlichterin für das Arbeitsgericht der Sinn Féin (1920–21).
Ceannt war vehement gegen die Unterzeichnung des anglo-irischen Vertrags im Dezember 1921. Während des Bürgerkriegs war Ceannt auf den höchsten Ebenen der Sinn Féin tätig. Sie wurde von der Regierung des Irischen Freistaats wegen ihrer Aktivitäten gegen den Vertrag im Mountjoy Prison inhaftiert.
Als 1920 das Irish White Cross gegründet wurde, um Mittel des American Committee for Relief in Ireland an die Zivilbevölkerung zu verteilen, wurde Ceannt in den Generalrat berufen, und 1922 wurde sie dessen Sekretärin. Besonders aktiv war sie im Ausschuss für die Betreuung von Waisenkindern, der nach der Auflösung des Irish White Cross (1928) seine Arbeit als Children’s Relief Association fortsetzte. Als Generalsekretärin des jeweiligen Komitees (1922–1947) reiste sie ausgiebig durch das ganze Land und besuchte, befragte und beriet Familien, die finanzielle Hilfe erhielten. Kathleen Clarke sagte später über ihren Beitrag: „Frau Ceannt war eine ideale Sekretärin für diese Arbeit und nahm so viel Interesse daran, als wären die Kinder ihre eigenen.“
Mit der Gründung des Irischen Roten Kreuzes im Jahr 1939 spielte sie eine aktive Rolle in diesem Verein. Nachdem sie das Amt der ehrenamtlichen Schatzmeisterin übernommen hatte, gehörte sie dem Exekutivausschuss an, war an der Leitung der Jugendabteilung beteiligt und gehörte als von der Regierung benanntes Mitglied dem Zentralrat an.
Nach dem Ausscheiden aus den Ämtern schrieb sie 1947 eine Geschichte des Irish White Cross.
Sie starb 1954 in ihrem Haus Inis Ealgan in Dublin und wurde auf dem Deansgrange-Friedhof beerdigt. Ihr Nachlass befindet sich in der National Library of Ireland.